# Parafia Najświętszego Serca Pana Jezusa w Skrbeńsku
Parafia pw. Najświętszego Serca Pana Jezusa w Skrbeńsku – rzymskokatolicka parafia w dekanacie gorzyckim. Erygowana 5 lipca 1981 roku.
Od 31 lipca 2022 roku administratorem parafii był ks. Mirosław Rataj. 4 stycznia 2024 został mianowany proboszczem. 

## Proboszczowie[3]
- ks. Józef Bartas (1975–1997)
- ks. Mieczysław Kubista (1997–2022)
- ks. Mirosław Rataj (administrator parafii 31 lipca 2022 – 3 stycznia 2024, proboszcz od 4 stycznia 2024)[2]

## Grupy parafialne
Na terenie parafii działa kilka grup parafialnych:
- Rada duszpasterska
- Ministranci
- Nocna Adoracja
- Schola dziewcząt
- Żywy Różaniec